# Funa
Funa é um gênero de gastrópodes pertencente a família Pseudomelatomidae.

## Espécies
- Funa asra Kilburn, 1988[2]
- Funa cretea Li B.Q., Kilburn & Li X.Z., 2010
- Funa fourlinniei Bozzetti, 2007[3]
- Funa fraterculus Kilburn, 1988[4]
- Funa hadra Sysoev & Bouchet, 2001[5]
- Funa jeffreysii (E. A. Smith, 1875)
- Funa laterculoides (Barnard, 1958)
- Funa latisinuata (Smith E. A., 1877)[6]
- Funa spectrum (Reeve, 1845)[7] (nomen dubium)
- Funa tayloriana (Reeve, 1846)[8]
- Funa theoreta (Melvill, 1899)

Espécies trazidas para a sinonímia
- Funa flavidula (Lamarck, 1822): sinônimo de Clathrodrillia flavidula (Lamarck, 1822)
- Funa formidabilis (Hedley, 1922): sinônimo de Inquisitor formidabilis Hedley, 1922